# ادگارس رینکویکس
ادگارس رینکویکس (انگلیسی: Edgars Rinkēvičs؛ زادهٔ ۲۱ سپتامبر ۱۹۷۳) یکسیاست‌مدار اهل لتونی است. او از ۸ ژوئیه ۲۰۲۳ به‌عنوان رئیس‌جمهور لتونی مشغول به خدمت است. وی پیش از رسیدن به ریاست‌جمهوری، بین سال‌های ۲۰۱۱ تا ۲۰۲۳ وزیر خارجه لتونی بود. وی اولین رئیس‌جمهور آشکارا همجنسگرا در یک کشور عضو اتحادیه اروپا است.